# (3313) Mendel
(3313) Mendel (1980 DG) – planetoida z pasa głównego asteroid okrążająca Słońce w ciągu 4,33 lat w średniej odległości 2,65 j.a. Odkrył ją Antonin Mrkos 19 lutego 1980 roku.